# Išum
Išum (Ischum, di-šum, selten ì-šum, i-šum-mu) ist ein babylonischer Gott. Er ist Sukkal, also ein Bote (nāgir ilī) und Diener (rābiṣu) der Götter, ein Begleiter (ālik maḫrīšu, "der, der ihm vorausgeht") und Herold des babylonischen Pestgottes Era und Bote von Nergal. Išum wird auch als der Nachtwächter (dEN.MI.DU.DU, bēlu mūttallik muši) und der Herr der Straßen (bēl sūqi, sukkal sūqi) sowie als Krieger und dipām, Fackel, bezeichnet. Ob sich die Bezeichnung bēl sūqi darauf bezieht, dass Išum nächtens durch die Straßen der Städte streicht und die Häuser markiert, die Erra verschonen soll, weil sie einen Haussegen mit Worten aus dem Erra-Epos tragen, oder ob der Ausdruck die Straßen der Unterwelt bezeichnet, ist unklar.
Išum ist der Sohn von Ninlil und Šamaš, aber seine Mutter setzte ihn wegen ihrer bevorstehenden Hochzeit auf der Straße aus. Nach einem altbabylonischen Mythos, der nur in Bruchstücken erhalten ist (CT 15, 5-6), nimmt sich die Göttin Ištar, seine Halbschwester, seiner an und zieht ihn im Ekur in Nippur auf. Seine Gattin ist Ninmuga. Auch Šubula, der Sohn Nergals, ist mit ihm verwandt, es ist aber unklar, wie.
Der babylonische Mythos šar gimir dadmē, König aller Wohnstädten berichtet von dem Versuch Eras, Marduk abzusetzen. Išum ist eine der Hauptpersonen, er versucht stets, mäßigend auf Era einzuwirken, aber ohne Erfolg. Erra weist Išum an, die Städte in Hügel und die Felder in Ödland umzuwandeln (KAR Nr. 166:29).
Išum ist zuerst in Personennamen der Akkad- und Ur-III-Zeit belegt. Šāt-Išum, Tochter der Abum-tābum, ist etwa in Sippar aus einer Rechtsurkunde aus der Zeit Apil-Sîn von Babylon belegt, ein Išum-Nin-šubur in altbabylonischer Zeit in Bismia. Obwohl Išum ein populärer Gott war, sind keine Abbilder bekannt.
Römer hält Išum für einen akkadischen Gott, hält aber auch eine Verbindung mit išātum, išāt Feuer, für möglich. Bailkey hält Išum für einen Feuergott und stellt ihn in Verbindung zu Nergal, den sie als den Sonnengott der Unterwelt interpretiert.
Manchmal wird Išum mit Ḫendursanga, dem Gott, der wie Šamaš die Rechtsordnung beschützt, gleichgesetzt. Vanderburgh hält ihn für einen Sonnengott, den Šamaš unterworfen hat.